# Heteria punctigera
Heteria punctigera är en tvåvingeart som beskrevs av Malloch 1930. Heteria punctigera ingår i släktet Heteria och familjen parasitflugor. Inga underarter finns listade i Catalogue of Life.